# Dieter Schirrmeister
Dieter Schirrmeister (* 18. November 1951) war Fußballspieler in Gera. Mit der BSG Wismut Gera spielte er 1977/78 in der DDR-Oberliga, der höchsten Spielklasse des DDR-Fußball-Verbandes.

## Sportliche Laufbahn
Schirrmeister begann organisiert Fußball zu spielen bei der landwirtschaftlichen Betriebssportgemeinschaft (BSG) Traktor in Falka nahe Gera. Im Alter von 16 Jahren wurde er 1968 zur BSG Wismut Gera delegiert und spielte dort zunächst in der Juniorenmannschaft. 1971 wurde er in den Männerbereich übernommen und bis 1973 in der 2. Mannschaft eingesetzt, die in der drittklassigen Bezirksliga spielte. Nachdem er im Sommer 1973 mit Wismut II die Bezirksmeisterschaft gewonnen hatte, rückte der 1,73 m große Defensivspieler zur Saison 1973/74 in die 1. Mannschaft auf, die in der zweitklassigen DDR-Liga vertreten war. Am Saisonende wurde Wismut mit Schirrmeister Staffelsieger in der DDR-Liga und beteiligte sich an der Aufstiegsrunde zur Oberliga. Dort scheiterten die Geraer jedoch als Letzte unter fünf Mannschaften. 1975 scheiterte Gera ein zweites Mal in der Aufstiegsrunde.
Nach einem zweiten DDR-Liga-Platz 1976 gelang 1977 im dritten Anlauf der Aufstieg in die Oberliga. In den 30 Punkt- und Aufstiegsspielen wurde Schirrmeister in 24 Begegnungen eingesetzt, in denen er drei Tore erzielte. In der Oberliga konnte sich Wismut Gera nur ein Jahr lang halten. In der 26 Spiele währenden Saison 1977/78 erreichte die Mannschaft lediglich einen Sieg, erlitt aber 21 Niederlagen. An den 75 Gegentoren, die schlechteste Bilanz aller 14 Mannschaften, war Schirrmeister als Abwehrspieler maßgeblich beteiligt. Er hatte 19 Punktspiele bestritten, begann als Vorstopper und spielte später in der Regel linker Verteidiger.
Schirrmeister blieb nach dem Abstieg noch bis zum Ende der Saison 1980/81 bei der BSG Wismut Gera, die in dieser Zeit wieder in der DDR-Liga spielte. Vom Sommer 1979 an übte er das Amt des Mannschaftskapitäns aus. 1981 zog sich Schirrmeister vom Leistungssport zurück.